# إبيرباتش سيلتز
إبيرباتش سيلتز (بالفرنسية: Eberbach-Seltz)‏ هي بلدية تقع في إقليم الراين الأسفل من منطقة ألزاس في شمال شرق فرنسا. تبلغ مساحة هذه المدينة 4.14 (كم²)، يبلغ عدد سكانها 396 نسمة حسب إحصاء المعهد الوطني للإحصاء والدراسات الاقتصادية سنة 2009 م. وترأس Antoine Haeussler البلدية خلال فترة (2008 - 2015).

## وصلات خارجية
- صفحة البلدية على موقع المعهد الوطني للإحصاء والدراسات الاقتصادية